# The Black Wolf
The Black Wolf è un film muto del 1917 diretto da Frank Reicher. La sceneggiatura di Margaret Turnbull si basa sull'omonima storia di Jean Barrymore. Prodotto dalla Jesse L. Lasky Feature Play Company, il film aveva come interpreti Lou Tellegen nel ruolo del titolo, Nell Shipman, Henry Hebert, James Neill, Paul Weigel, Juan Aristi Eulate.

## Trama
Capo di una banda che ruba ai ricchi per donare ai poveri, Black Wolf ha una taglia sulla testa. Nonostante rischi la cattura, riporta donna Isabel, una giovane aristocratica che ha trovato a vagare nei boschi dopo essere sfuggita a don Phillip, un duca che vuole sposarla contro la sua volontà. Riportata la dama al castello, il bandito giura di ritornare da lei la notte seguente ma, quando arriva, viene scoperto e catturato. Lo salva dalla morte solo la promessa di Isabel che, in cambio della sua vita, si impegna a sposare il duca. Secondo la legge, chiunque venga graziato dal duca, diventa suo schiavo a vita. Black Wolf, però, sfugge a quel destino quando si scopre che è lui il vero successore del titolo che ora viene detenuto da don Phillip. Il re riconosce lui come legittimo erede, ma l'usurpatore tenta di assassinarlo. Nel duello che ne segue, don Phillip ha la peggio e viene ucciso. Ora il vero duca e dona Isabel possono finalmente sposarsi.

## Produzione
Il film fu prodotto dalla Jesse L. Lasky Feature Play Company. Non si conosce la data di pubblicazione della storia di Jean Barrymore da cui è tratta la sceneggiatura del film

## Distribuzione
Il copyright del film, richiesto dalla Jesse L. Lasky Feature Play Co., fu registrato il 29 gennaio 1917 con il numero LP10082.
Distribuito dalla Paramount Pictures e presentato da Jesse L. Lasky, il film uscì nelle sale statunitensi il 12 febbraio 1917. In Danimarca, fu distribuito il 28 aprile 1919 con il titolo Den sorte Djævel, in Svezia come Hertigens signetring.
Non si conoscono copie ancora esistenti della pellicola che viene considerata presumibilmente perduta.